# FC Dinamo București în sezonul 2009-2010
Sezonul 2009-10 a fost al 61-lea sezon consecutiv pentru Dinamo în primul eșalon al fotbalului românesc. A fost un nou sezon fără trofeu pentru Dinamo care a încheiat campionatul doar pe locul șase, ultimul care asigura prezența în cupele europene, în timp ce în Cupa României s-a oprit în semifinale, fiind eliminată de CFR Cluj. În Liga Europa, Dinamo a ținut prima pagină după calificarea uimitoare în faza grupelor, la Liberec, unde a revenit de la 0-3 și s-a impus la lovituri de departajare, dar în grupe a încheiat doar pe locul trei, fiind clar depășită de Galatasaray Istanbul și Panathinaikos Atena. Singura consolare a fost titlul de golgheter al Ligii 1 obținut de Andrei Cristea, autor a 16 goluri.

## Pre-sezon
Sezonul modest al Ligii 1 2008-09, în care nu a cucerit niciun trofeu, conducerea administrativă a încercat schimbarea antrenorului Mircea Rednic, pentru funcția de principal fiind vehiculate nume ca Liviu Ciobotariu, Viorel Moldovan sau Ioan Ovidiu Sabău, acesta din urmă fiind cel mai aproape de semnarea unui contract cu alb-roșii. În cele din urmă, s-a decis păstrarea pe banca tehnică a lui Mircea Rednic, al cărui contract mai era valabil încă un sezon. Stafful tehnic a fost întărit, fostul internațional și jucător al lui Dinamo, Ionel Ganea, fiind adus în funcția de manager sportiv, post ocupat în ultimele 10 sezoane de Constantin Dănilescu, care a fost promovat în funcția de director sportiv.
Însă Rednic a fost cel care a hotărât să nu mai continue, după ce acționarii au decis la 23 iunie numirea lui Cornel Dinu în funcția de manager general. Alături de Rednic, a plecat de la echipă și antrenorul secund, Ion Vlădoiu.
În 23 iunie, Dinamo a anunțat că a ajuns la un acord cu italianul Dario Bonetti, pentru preluarea funcției de antrenor principal. Tehnicianul în vârstă de 47 de ani a semnat un contract pentru două sezoane cu alb-roșii, și a fost ajutat de Costel Orac, care a fost adus ca antrenor secund.
Un alt acționar, Florian Walter, a decis să părăsească echipa, pentru a deveni acționar principal la Universitatea Cluj.
Pentru pregătirea noului sezon, Dinamo a întreprins un stagiu de antrenamente și meciuri amicale în Franța, în perioada 6-20 iulie. Rezultatele au fost dezamăgitoare, în cele cinci meciuri Dinamo obținând o singură victorie, 2-0 cu divizionara secundă FC Nantes, și pierzând unul dintre jocuri în fața unei formații de amatori, Aix-les-Bains Savoie.
În încheierea perioadei de pregătire, Dinamo a avut și cel mai greu adversar, campioana Portugaliei, FC Porto, în fața căreia a cedat la limită, 1-0.

## Sezon
Dinamo a început sezonul cu o deplasare la Craiova, unde în urma unei prestații bune, a obținut un rezultat de egalitate fără gol. În etapa a doua, Dinamo a primit vizita lui Internațional Curtea de Argeș. Meciul s-a disputat fără spectatori, în urma unei penalizări a alb-roșilor după incidentele create de suporteri la ultima etapă din sezonul anterior, la Pitești, cu FC Argeș. Disputa cu Internațional a început nefast pentru Dinamo, Dragoș Grigore fiind eliminat în minutul 12. Gabriel Tamaș a văzut și el cartonașul roșu înainte de pauză, pentru ca în repriza secundă, cu doi oameni în plus, argeșenii să marcheze un gol care le-a adus victoria.
Primul succes pentru "câini" a venit la Piatra Neamț și a fost unul categoric: 4-0 cu nou-promovata Ceahlăul. A urmat însă primul meci în Liga Europa, pe teren propriu cu Slovan Liberec. Cehii au deschis rapid scorul, în minutul 5, și l-au majorat în minutul 84, pentru ca în minutul 88, suporterii dinamoviști să intre pe teren, iar arbitrul întâlnirii să pună capăt meciului cu două minute înainte de final. Comisia de Disciplină UEFA a decis ca meciul să fie pierdut la "masa verde" de Dinamo cu 3-0. De asemenea, în urma acestor incidente, clubul bucureștean a fost amendat cu 50.000 de euro și va juca următoarele trei meciuri din cupele europene de pe teren propriu fără spectatori. În retur, Dinamo a reușit să remonteze deficitul de trei goluri în timpul regulamentar, și după reprizele de prelungire, calificarea s-a decis la lovituri de departajare, unde Dinamo s-a impus cu 9-8 și a obținut biletele pentru grupele Ligii Europa.
La tragerea la sorți pentru grupele Ligii Europa, Dinamo a fost repartizată în urna a treia, și a fost trimisă în Grupa F, alături de Panathinaikos Atena, Galatasaray Istanbul și Sturm Graz.
În Clasicul campionatului intern, Dinamo a învins în Ghencea pe Steaua cu 1-0, prin golul marcat de Gabriel Tamaș, obținând a 18-a victorie pe terenul marii rivale în Liga 1.
În ultima zi a perioadei de transferuri din vară, Dinamo a renunțat la doi dintre jucătorii de bază: portarul Bogdan Lobonț a fost împrumutat pentru un sezon la AS Roma, iar golgheterul Ionel Dănciulescu a fost transferat pentru un an cu posibilitate de prelungire pe încă un sezon la gruparea spaniolă din Segunda Division, Hércules Alicante.
După seria de trei victorii consecutive, două în campionat și una în Liga Europa, Dinamo a suferit o nouă înfrângere pe teren propriu, pierzând la limită disputa cu Oțelul Galați, dar apoi a debutat cu dreptul în grupele Ligii Europa, câștigând la Sturm Graz cu 1-0.
La 18 septembrie, echipa din Emiratele Arabe Unite antrenată de Ioan Andone, Al Ahli Dubai, a înaintat o ofertă de 1,4 milioane de dolari pentru împrumutul lui Adrian Cristea, ofertă acceptată de Dinamo. În cele din urmă, fotbalistul a rămas la Dinamo, arabii refuzând să plătească TVA-ul.
Luna octombrie a început nefast pentru Dinamo care a pierdut pe teren propriu meciul cu Panathinaikos din Liga Europa, o partidă disputată fără spectatori, alb-roșii ispășind prima etapă de suspendare dictată de UEFA după incidentele de la meciul cu Slovan Liberec, și o întâlnire în care la 1-0 pentru greci, Claudiu Niculescu a ratat un penalti. După rezultatele din ultimele partide, antrenorul Dario Bonetti a fost demis, dar peste câteva ore el era reinstalat în funcție de președintele Nicolae Badea. În cele din urmă, după o serie de comentarii făcute la adresa acționarilor, Bonetti avea să fie anunțat de Nicolae Badea că este concediat, la 24 de ore după ce președintele clubului îl reconfirma în funcție. Locul lui Bonetti a fost luat de secundul Ion Marin, dar nici venirea lui nu a revigorat echipa care în etapa a noua a pierdut din nou puncte pe teren propriu, remizând cu Pandurii Târgu Jiu. După victoria cu 1-0 de la Brașov și înfrângerea din Liga Europa cu Galatasaray, Ion Marin a demisionat, acceptând o ofertă venită din Arabia Saudită, de la Al Ettifaq. În locul lui Ion Marin a fost adus Cornel Țălnar, liber de contract după despărțirea de U Cluj. Țălnar a fost propus de Cornel Dinu, cel care a fost instalat în funcția de director tehnic. Sub conducerea lui Țălnar, Dinamo a înregistrat în finalul turului de campionat o singură înfrângere, la Timișoara, dar și patru egaluri, și a încheiat la jumătatea competiției pe locul 8. În finalul anului 2009, Dinamo a părăsit și Liga Europa, pierzând în ultima etapă disputa de la Atena cu Panathinaikos.
Venirea lui Cornel Țălnar a adus și o modificare a echipei tehnice, Ionel Ganea preluând funcția de antrenor secund.
Primul transfer din pauza de iarnă la Dinamo a fost revenirea lui Andrei Mărgăritescu. Jucătorul care evoluase până în 2008 la bucureșteni a acceptat oferta de a se reîntoarce, după ce i-a expirat contractul cu echipa rusă FC Terek Groznîi.
La finalul turului, Dinamo a renunțat la fundașul Gabriel Tamaș, împrumutat pentru jumătate de sezon la gruparea engleză West Bromwich Albion, cu acceptul clubului de care de fapt aparține, AJ Auxerre. Pentru înlocuirea lui Tamaș, Dinamo l-a adus pe Cristian Daminuță, sub formă de împrumut de la Inter Milano.
Returul a început cu două victorii pentru Dinamo, dar a urmat un egal cu Ceahlăul Piatra Neamț, pe teren propriu în a treia etapă. Meciul a adus însă revenirea în teren într-un meci oficial a lui Florin Bratu, după 17 luni de pauză.
După victoria din tur în fața Stelei, Dinamo s-a impus și în returul eternului derbi. În fața propriilor suporteri, alb-roșii au câștigat cu 2-0, Marius Alexe și Andrei Cristea reușind primele goluri împotriva Stelei. Andrei Cristea a intrat în istoria clubului Dinamo la meciul cu Unirea Urziceni din 28 martie, când a marcat golul 3.600 al lui Dinamo în Liga I.
Egalul cu Urziceni, și apoi remizele consecutive cu Pandurii și FC Brașov au scos pe Dinamo din lupta pentru titlu. Eliminarea din semifinalele Cupei României, în fața lui CFR Cluj, a aprins spiritele în tabăra lui Dinamo. Ousmane N'Doye a părăsit cantonamentul echipei după eșecul de la Cluj, și a fost trimis la echipa a doua de conducere, fiind considerat recidivist. Imediat, un grup de șase jucători, Florin Bratu, Ianis Zicu, Marius Alexe, Gabriel Boștină, Adrian Cristea și Andrei Mărgăritescu au plecat din cantonamentul echipei de la Cluj-Napoca, închiriind un microbuz. Astfel, antrenorul Cornel Țălnar a chemat de urgență de la București înlocuitori pentru a completa foaia de joc la partida cu Gloria Bistrița. Și din cauza scandalurilor interne, Dinamo a pierdut meciul de la Bistrița, suferind prima înfrângere în Liga I după 13 meciuri.
Sancțiunile pentru „dezertori” au fost luate rapid de conducere: Mărgăritescu, Zicu, Adrian Cristea și Boștină au fost suspendați până la finalul sezonului și puși pe lista de transferuri. De asemenea, cei patru au primit și o amendă de 25% din valoarea contractului. Marius Alexe, N'Doye și Bratu au fost amendați cu 25% din valoarea contractului, dar au fost reprimiți la prima echipă.

## Transferuri

### Veniri
| Post | Jucător             | De la                | Suma              | Data       |
| ---- | ------------------- | -------------------- | ----------------- | ---------- |
| A    | Andrei Cristea      | Politehnica Iași     | Final de împrumut | 15-06-2009 |
| F    | Blagoja Todorovski  | Gjorce Petrov        | Final de împrumut | 26-06-2009 |
| F    | Nino Pekarić        | Steaua Roșie Belgrad | Final de împrumut | 26-06-2009 |
| M    | Marius Alexe        | FC Ploiești          | Final de împrumut | 26-06-2009 |
| A    | Liviu Ganea         | CS Otopeni           | Final de împrumut | 26-06-2009 |
| M    | Laurențiu Rus       | Liberty Salonta      | Necunoscut        | 08-07-2009 |
| P    | Cristian Munteanu   | Liber de contract    | Gratis            | 08-07-2009 |
| M    | Djakaridja Kone     | Hapoel Petah Tikva   | Gratis            | 08-07-2009 |
| P    | George Curcă        | Farul Constanța      | Împrumut          | 13-07-2009 |
| F    | Francisco Molinero  | Liber de contract    | Gratis            | 21-07-2009 |
| M    | Marius Alexe        | FC Ploiești          | Final de împrumut | 1-09-2009  |
| M    | Andrei Mărgăritescu | Liber de contract    | Gratis            | 01-01-2010 |
| F    | Cristian Daminuță   | Inter Milano         | Împrumut          | 01-01-2010 |
| F    | Martin Živný        | Liber de contract    | Gratis            | 23-02-2010 |

### Plecări
| Post | Jucător             | La                   | Suma       | Data       |
| ---- | ------------------- | -------------------- | ---------- | ---------- |
| M    | Papa Malick Ba      | Final de contract    | Gratis     | 15-06-2009 |
| F    | George Blay         | Final de contract    | Gratis     | 15-06-2009 |
| P    | Aleksandrs Kolinko  | Final de contract    | Gratis     | 15-06-2009 |
| F    | Bruno Martins Simao | Final de contract    | Gratis     | 15-06-2009 |
| F    | Silviu Izvoranu     | Astra Ploiești       | 400.000 €  | 14-07-2009 |
| F    | Nicolae Mușat       | Astra Ploiești       | Împrumut   | 27-07-2009 |
| P    | Cristian Munteanu   | Astra Ploiești       | Împrumut   | 30-07-2009 |
| A    | Marius Alexe        | Astra Ploiești       | Împrumut   | 30-07-2009 |
| F    | Blagoja Todorovski  | FK Renova            | Împrumut   | 1-08-2009  |
| M    | Nicolae Mitea       | Final de contract    | Gratis     | 4-08-2009  |
| A    | Liviu Ganea         | Astra Ploiești       | Împrumut   | 12-08-2009 |
| A    | Ionel Dănciulescu   | Hércules Alicante    | 300.000 €  | 31-08-2009 |
| P    | Bogdan Lobonț       | AS Roma              | Împrumut   | 31-08-2009 |
| F    | Sergiu Homei        | Gloria Bistrița      | Împrumut   | 09-09-2009 |
| A    | Osvaldo Miranda     | Astra Ploiești       | Împrumut   | 10-09-2009 |
| F    | Gabriel Tamaș       | West Bromwich Albion | 400.000 €  | 21-12-2009 |
| A    | Osvaldo Miranda     | Atlético Belgrano    | Împrumut   | 06-01-2010 |
| M    | Zé Kalanga          | Recreativo do Libolo | 500.000 $  | 13-01-2010 |
| P    | Florin Matache      | U Cluj               | necunoscut | 26-01-2010 |
| A    | Georgian Păun       | Poli Iași            | împrumut   | 03-02-2010 |

## Rezultate
| Victorii | Egaluri | Înfrângeri | Cea mai mare victorie | Cea mai mare înfrângere |

### Amicale pre-sezon și intersezon
| Amicale             | Amicale               | Amicale          | Amicale | Amicale                             | Amicale | Amicale |
| Data/Ora            | Adversar              | Stadion          | Scor    | Marcatori                           | Cronică |         |
| ------------------- | --------------------- | ---------------- | ------- | ----------------------------------- | ------- | ------- |
| 4 iulie/ora 10      | Astra Ploiești        | acasă            | 2-4     | Zicu min.25, Dănciulescu min.65     | raport  |         |
| 8 iulie/ora 20      | FC Nantes             | Annecy           | 2-0     | M.Niculae min.8, Dănciulescu min.60 | raport  |         |
| 10 iulie/ora 21     | Olympique Marseille   | Thonon-Les-Bains | 1-2     | Dănciulescu min.45                  | raport  |         |
| 12 iulie/ora 20:30  | Aix-Les-Bains Savoie  | Aix-Les-Bains    | 1-2     | Andrei Cristea min.10               | raport  |         |
| 14 iulie/ora 19:30  | Croix de Savoie       | Ville La Grand   | 1-1     | Torje min.37                        | raport  |         |
| 18 iulie/ora 20     | AS Saint-Étienne      | Belley           | 0-2     |                                     | raport  |         |
| 23 iulie/ora 23     | FC Porto              | Albufeira        | 0-1     |                                     | raport  |         |
| 30 ianuarie/ora 15  | LASK Linz             | Antalya          | 2-0     | L.Ganea min.66, Păun min.76         | raport  |         |
| 31 ianuarie/ora 15  | Gençlerbirliği SK     | Antalya          | 1-1     | An.Cristea min.88                   | raport  |         |
| 2 februarie/ora 15  | NK Slaven Belupo      | Antalya          | 0-1     |                                     | raport  |         |
| 4 februarie/ora 15  | PFC Cernomoreț Burgas | Antalya          | 2-0     | An.Cristea min.60, Koné min.77      | raport  |         |
| 6 februarie/ora 15  | Zakarpattia Oblast    | Antalya          | 2-0     | Niculae min.43, L.Ganea min.52      | raport  |         |
| 7 februarie/ora 15  | Coreea de Nord        | Antalya          | 2-1     | Niculescu min.13, Molinero min.90   | raport  |         |
| 9 februarie/ora 11  | U Cluj                | Antalya          | 2-1     | Zicu min.70, 80                     | raport  |         |
| 10 februarie/ora 15 | Arka Gdynia           | Antalya          | 0-2     |                                     | raport  |         |

### Sezon intern
| Liga 1 | Liga 1      | Liga 1       | Liga 1    | Liga 1 | Liga 1                                               | Liga 1      | Liga 1     | Liga 1                                             |
| Etapa  | Data/Ora    | Adversar     | Stadion   | Scor   | Marcatori (minut)                                    | Arbitru     | Spectatori | Cronică                                            |
| ------ | ----------- | ------------ | --------- | ------ | ---------------------------------------------------- | ----------- | ---------- | -------------------------------------------------- |
| I      | 01.08/21:30 | U Craiova    | deplasare | 0-0    |                                                      | Tudor       | 18.000     | Arhivat în 5 august 2009, la Wayback Machine.      |
| II     | 07.08/20:00 | Inter Argeș  | acasă     | 0-1    |                                                      | Crăciunescu | 0          | Arhivat în 10 august 2009, la Wayback Machine.     |
| III    | 15.08/21:00 | Ceahlăul     | deplasare | 4-0    | Dănciulescu (5, 77), Ad.Cristea (23), Torje (49)     | Deaconu     | 12.000     | Arhivat în 18 august 2009, la Wayback Machine.     |
| IV     | 23.08/20:30 | CFR Cluj     | acasă     | 1-0    | Niculae (80)                                         | Hațegan     | 2.000      | Arhivat în 26 august 2009, la Wayback Machine.     |
| V      | 30.08/21:00 | Steaua       | deplasare | 1-0    | Tamaș (23)                                           | Bergonzi    | 18.600     | Arhivat în 2 septembrie 2009, la Wayback Machine.  |
| VI     | 12.09/19:00 | Oțelul       | acasă     | 0-1    |                                                      | Drăgănescu  | 3.000      | Arhivat în 15 septembrie 2009, la Wayback Machine. |
| VII    | 20.09/20:00 | Urziceni     | acasă     | 2-1    | An.Cristea (49), Torje (90)                          | Lutz        | 6.000      | Arhivat în 24 septembrie 2009, la Wayback Machine. |
| VIII   | 26.09/16:00 | Gaz Metan    | deplasare | 0-1    |                                                      | Kovacs      | 1.500      | Arhivat în 29 septembrie 2009, la Wayback Machine. |
| IX     | 04.10/20:00 | Pandurii     | acasă     | 1-1    | Tamaș (8-pen.)                                       | Ionescu     | 800        | Arhivat în 7 octombrie 2009, la Wayback Machine.   |
| X      | 18.10/18:00 | FC Brașov    | deplasare | 1-0    | An.Cristea (26)                                      | Balaj       | 8.000      | Arhivat în 21 octombrie 2009, la Wayback Machine.  |
| XI     | 25.10/18:00 | Bistrița     | acasă     | 1-1    | An.Cristea (36)                                      | Danșa       | 1.300      | Arhivat în 28 octombrie 2009, la Wayback Machine.  |
| XII    | 01.11/20:00 | Poli Iași    | deplasare | 3-1    | An.Cristea (20, 63), Ad.Cristea (58)                 | Deaconu     | 6.000      | Arhivat în 3 noiembrie 2009, la Wayback Machine.   |
| XIII   | 08.11/20:00 | Rapid        | acasă     | 1-1    | Niculescu (88)                                       | Hațegan     | 8.000      | Arhivat în 11 noiembrie 2009, la Wayback Machine.  |
| XIV    | 23.11/20:45 | Timișoara    | deplasare | 0-2    |                                                      | Mazic       | 20.000     | Arhivat în 25 noiembrie 2009, la Wayback Machine.  |
| XV     | 28.11/18:00 | Alba Iulia   | acasă     | 2-0    | Niculescu (3), Niculae (82)                          | Drăgănescu  | 1.000      | Arhivat în 30 noiembrie 2009, la Wayback Machine.  |
| XVI    | 08.12/20:00 | Astra        | deplasare | 1-1    | Niculescu (55)                                       | Colțescu    | 4.000      | Arhivat în 12 decembrie 2009, la Wayback Machine.  |
| XVII   | 13.12/20:00 | Vaslui       | acasă     | 1-1    | N'Doye (55)                                          | Gomes       | 1.500      | [nefuncțională]                                    |
| XVIII  | 21.02/19:30 | U Craiova    | acasă     | 2-1    | Boștină (8), Niculae (16)                            | Constantin  | 7.300      | Arhivat în 25 februarie 2010, la Wayback Machine.  |
| XIX    | 27.02/19:00 | Inter Argeș  | deplasare | 3-1    | An.Cristea (57, 74), Alexe (67)                      | Balaj       | 9.000      | Arhivat în 4 martie 2010, la Wayback Machine.      |
| XX     | 06.03/18:30 | Ceahlăul     | acasă     | 1-1    | Vițelaru (autogol-15)                                | Ionescu     | 2.000      | Arhivat în 8 martie 2010, la Wayback Machine.      |
| XXI    | 13.03/20:00 | CFR Cluj     | deplasare | 2-2    | An.Cristea (33), Boștină (54)                        | Hațegan     | 20.000     | Arhivat în 16 martie 2010, la Wayback Machine.     |
| XXII   | 17.03/20:30 | Steaua       | acasă     | 2-0    | Alexe (39), An.Cristea (82)                          | Tudor       | 15.000     | [nefuncțională]                                    |
| XXIII  | 21.03/15:30 | Oțelul       | deplasare | 3-2    | Moți (5), Alexe (20), An.Cristea (55)                | Balaj       | 11.000     | Arhivat în 25 martie 2010, la Wayback Machine.     |
| XXIV   | 28.03/20:00 | Urziceni     | deplasare | 4-4    | Fernandes (6-autogol) An.Cristea (8, 64), Torje (48) | Avram       | 2.000      | Arhivat în 31 martie 2010, la Wayback Machine.     |
| XXV    | 02.04/20:30 | Gaz Metan    | acasă     | 1-0    | Alexe (58)                                           | Berbecaru   | 3.000      | Arhivat în 4 iulie 2010, la Wayback Machine.       |
| XXVI   | 08.04/20:30 | Pandurii     | deplasare | 0-0    |                                                      | Kovacs      | 7.000      | Arhivat în 4 iulie 2010, la Wayback Machine.       |
| XXVII  | 11.04/19:30 | FC Brașov    | acasă     | 0-0    |                                                      | Ionescu     | 3.000      | Arhivat în 4 iulie 2010, la Wayback Machine.       |
| XXVIII | 17.04/21:30 | Bistrița     | deplasare | 2-3    | Niculescu (12), An.Cristea (32)                      | Colțescu    | 5.000      | Arhivat în 20 aprilie 2010, la Wayback Machine.    |
| XXIX   | 23.04/20:30 | Poli Iași    | acasă     | 1-1    | N'Doye (21)                                          | Dumitru     | 2.000      | Arhivat în 4 iulie 2010, la Wayback Machine.       |
| XXX    | 02.05/20:30 | Rapid        | deplasare | 2-2    | An. Cristea (11), Alexe (24)                         | Hațegan     | 9.000      | Arhivat în 31 august 2010, la Wayback Machine.     |
| XXXI   | 06.05/21:15 | FC Timișoara | acasă     | 1-2    | Niculae (64)                                         | Deaconu     | 4.000      | Arhivat în 10 mai 2010, la Wayback Machine.        |
| XXXII  | 10.05/14:00 | Alba Iulia   | deplasare | 2-1    | An.Cristea (45, 69)                                  | Drăgănescu  | 5.000      | Arhivat în 12 mai 2010, la Wayback Machine.        |
| XXXIII | 16.05/18:00 | Astra        | acasă     | 3-3    | Scarlatache (9), Bratu (12), Ad.Cristea (80)         | Comănescu   | 1.000      | Arhivat în 4 iulie 2010, la Wayback Machine.       |
| XXXIV  | 22.05/17:00 | FC Vaslui    | deplasare | 0-2    |                                                      | Ivan        | 5.000      | Arhivat în 16 iulie 2011, la Wayback Machine.      |

| Cupa României     | Cupa României | Cupa României | Cupa României | Cupa României | Cupa României                                                                 | Cupa României | Cupa României | Cupa României                                      |
| Faza              | Ora de start  | Adversar      | Stadion       | Scor          | Marcatori                                                                     | Arbitru       | Spectatori    | Cronică                                            |
| ----------------- | ------------- | ------------- | ------------- | ------------- | ----------------------------------------------------------------------------- | ------------- | ------------- | -------------------------------------------------- |
| Șaisprezecimi     | 24.09/20:00   | FC Zlatna     | acasă         | 5-0           | Predescu (5), Niculescu (28), Zé Kalanga (30), Zicu (39), Kiraly (62 autogol) | Unimătan      | 1.000         | Arhivat în 27 septembrie 2009, la Wayback Machine. |
| Optimi            | 29.10/20:15   | Oțelul        | acasă         | 1-0           | Niculescu (75)                                                                | Drăgănescu    | 1.000         | [nefuncțională]                                    |
| Sferturi          | 19.11/20:15   | Astra         | deplasare     | 2-1           | An.Cristea (9, 54)                                                            | Balaj         | 4.500         | Arhivat în 21 noiembrie 2009, la Wayback Machine.  |
| Semifinale, tur   | 23.03/20:15   | CFR Cluj      | acasă         | 1-1           | Goian (10)                                                                    | Hațegan       | 8.000         | Arhivat în 26 martie 2010, la Wayback Machine.     |
| Semifinale, retur | 13.04/20:15   | CFR Cluj      | deplasare     | 1-2           | An.Cristea (73)                                                               | Tudor         | 12.880        | Arhivat în 4 iulie 2010, la Wayback Machine.       |

### Sezon european
Play-off Liga Europa
| 20 august 2009 20:30 | Dinamo București | 0 - 3 (masa verde) | Slovan Liberec | Stadionul Dinamo, București Spectatori: 8.000 Arbitru: Einwaller (Austria) |
| 20 august 2009 20:30 | Cronică          |                    |                | Stadionul Dinamo, București Spectatori: 8.000 Arbitru: Einwaller (Austria) |

| 27 august 2009 20:30 | Slovan Liberec | 0-3 (d.p.) 8-9 (pen.) | Dinamo București               | Stadionul U Nisy, Liberec Spectatori: 6.000 Arbitru: Yefet (Israel) |
| 27 august 2009 20:30 |                | Cronică               | An.Cristea 3' Niculae 58', 82' | Stadionul U Nisy, Liberec Spectatori: 6.000 Arbitru: Yefet (Israel) |

|                                                                                               |       | Penaltiuri                                                                                |  |
| Papoušek · Blažek · Vácha · Gecov · Holeňák · Vulin · Dejmek · Dockal · Gebreselassie · Liška | 8 – 9 | Niculae · Zicu · Boștină · Torje · Niculescu · Moți · Grigore · Koné · Diabate · Molinero |  |

Dinamo s-a calificat la penaltiuri, după ce scorul celor două manșe a fost egal, 3-3.
Faza principală Liga Europa - Grupa F
| 17 septembrie 2009 20:00 | Sturm Graz | 0 - 1   | Dinamo București | UPC-Arena, Graz Spectatori: 15.000 Arbitru: Asumaa (Finlanda) |
| 17 septembrie 2009 20:00 |            | Cronică | Tamaș 80'        | UPC-Arena, Graz Spectatori: 15.000 Arbitru: Asumaa (Finlanda) |

| 1 octombrie 2009 22:05 | Dinamo București | 0 - 1   | Panathinaikos Atena | Stadionul Dinamo, București Spectatori: 0 Arbitru: Fernandez (Spania) |
| 1 octombrie 2009 22:05 |                  | Cronică | Karagounis 79'      | Stadionul Dinamo, București Spectatori: 0 Arbitru: Fernandez (Spania) |

| 22 octombrie 2009 22:05 | Galatasaray Istanbul                       | 4 - 1   | Dinamo București | Stadionul Ali Sami Yen, Istanbul Arbitru: Ingvarsson (Suedia) |
| 22 octombrie 2009 22:05 | Kewell 33' Nonda 42', 46' Elano 58' (pen.) | Cronică | N'Doye 63'       | Stadionul Ali Sami Yen, Istanbul Arbitru: Ingvarsson (Suedia) |

| 5 noiembrie 2009 20:00 | Dinamo București | 0 - 3   | Galatasaray Istanbul                  | Stadionul Dinamo, București Spectatori: 0 Arbitru: Weiner (Germania) |
| 5 noiembrie 2009 20:00 |                  | Cronică | Kewell 22' Nonda 24' Mehmet Topal 56' | Stadionul Dinamo, București Spectatori: 0 Arbitru: Weiner (Germania) |

| 3 decembrie 2009 22:05 | Dinamo București | 2 - 1   | Sturm Graz     | Stadionul Dinamo, București Spectatori: 2.000 Arbitru: Paixão (Portugalia) |
| 3 decembrie 2009 22:05 | Niculae 41', 57' | Cronică | Sonnleitner 5' | Stadionul Dinamo, București Spectatori: 2.000 Arbitru: Paixão (Portugalia) |

| 16 decembrie 2009 20:00 | Panathinaikos Atena         | 3 - 0   | Dinamo București | Stadionul Olimpic, Atena Spectatori: 40.000 Arbitru: Blom (Olanda) |
| 16 decembrie 2009 20:00 | Rukavina 54' Cissé 80', 85' | Cronică |                  | Stadionul Olimpic, Atena Spectatori: 40.000 Arbitru: Blom (Olanda) |

| Echipă           | J | V | E | Î | GM | GP | Pct |
| ---------------- | - | - | - | - | -- | -- | --- |
| Galatasaray      | 6 | 4 | 1 | 1 | 12 | 4  | 13  |
| Panathinaikos    | 6 | 4 | 0 | 2 | 7  | 4  | 12  |
| Dinamo București | 6 | 2 | 0 | 4 | 3  | 11 | 6   |
| Sturm Graz       | 6 | 1 | 1 | 4 | 3  | 6  | 4   |

## Statisticile echipei

### Meciuri jucate
Listă actualizată la 22 mai 2010.

Ap = Apariții; Min = Minute jucate; MfG = Meciuri fără goluri primite;  G = Goluri;  CG = Cartonașe galbene;  CR = Cartonașe roșii; L1 = Liga 1; LE = Liga Europa; CR = Cupa României.
Pentru a ordona tabelul în funcție de diverse coloane, apăsați pe .
Portari
| Jucător     | L1 Ap | L1 Min | L1 MfG | LE Ap | LE Min | LE MfG | CR Ap | CR Min | CR MfG |
| ----------- | ----- | ------ | ------ | ----- | ------ | ------ | ----- | ------ | ------ |
| 1. Munteanu | 5     | 450    | 2      | 0     | 0      | 0      | 1     | 90     | 0      |
| 12. Dolha   | 22    | 1960   | 7      | 7     | 628    | 1      | 1     | 90     | 0      |
| 23. Matache | 0     | 0      | 0      | 1     | 120    | 1      | 1     | 90     | 0      |
| 36. Curcă   | 8     | 650    | 0      | 0     | 0      | 0      | 2     | 180    | 2      |

Jucători de câmp
| Jucător          | Poz | L1 Ap | L1 Min | L1 G | LE Ap | LE Min | LE G | CR Ap | CR Min | CR G |
| ---------------- | --- | ----- | ------ | ---- | ----- | ------ | ---- | ----- | ------ | ---- |
| 2. Diabate       | FS  | 8     | 432    | 0    | 6     | 570    | 0    | 3     | 192    | 0    |
| 3. Pulhac        | FS  | 29    | 2512   | 0    | 2     | 178    | 0    | 4     | 258    | 0    |
| 4. Moți          | FC  | 24    | 2013   | 1    | 4     | 390    | 0    | 4     | 290    | 0    |
| 5. Koné          | MC  | 21    | 1403   | 0    | 6     | 481    | 0    | 2     | 134    | 0    |
| 6. Rus           | MC  | 20    | 1187   | 0    | 5     | 184    | 0    | 3     | 270    | 0    |
| 7. Zicu          | MC  | 18    | 612    | 0    | 5     | 251    | 0    | 3     | 152    | 1    |
| 8. Boștină       | MS  | 27    | 1819   | 2    | 6     | 360    | 0    | 5     | 360    | 0    |
| 9. Niculae       | A   | 20    | 1539   | 3    | 4     | 336    | 4    | 1     | 77     | 0    |
| 10. Alexe        | A   | 25    | 1539   | 5    | 5     | 374    | 0    | 2     | 111    | 0    |
| 14. Molinero     | FD  | 16    | 1386   | 0    | 3     | 300    | 0    | 5     | 398    | 0    |
| 15. Bratu        | A   | 6     | 156    | 1    | 0     | 0      | 0    | 1     | 70     | 0    |
| 17. An.Cristea   | A   | 29    | 2409   | 16   | 7     | 540    | 1    | 2     | 180    | 3    |
| 18. Goian        | FC  | 13    | 1125   | 0    | 4     | 276    | 0    | 3     | 212    | 1    |
| 19. Daminuță     | FC  | 2     | 41     | 0    | 0     | 0      | 0    | 0     | 0      | 0    |
| 20. Ad.Cristea   | MC  | 28    | 1618   | 3    | 8     | 605    | 0    | 4     | 213    | 0    |
| 21. Grigore      | FC  | 12    | 814    | 0    | 2     | 208    | 0    | 1     | 90     | 0    |
| 22. Torje        | MD  | 29    | 2408   | 3    | 8     | 597    | 0    | 3     | 225    | 0    |
| 24. Vranjković   | MC  | 1     | 17     | 0    | 0     | 0      | 0    | 0     | 0      | 0    |
| 25. Scarlatache  | FD  | 27    | 2357   | 1    | 5     | 448    | 0    | 2     | 180    | 0    |
| 26. Mărgăritescu | MC  | 6     | 385    | 0    | 0     | 0      | 0    | 0     | 0      | 0    |
| 29. N'Doye       | MC  | 27    | 2206   | 2    | 5     | 426    | 1    | 4     | 272    | 0    |
| 30. Živný        | FC  | 1     | 90     | 0    | 0     | 0      | 0    | 0     | 0      | 0    |
| 99. Niculescu    | A   | 24    | 1115   | 3    | 8     | 197    | 0    | 5     | 349    | 2    |
| Stănescu         | M   | 1     | 15     | 0    | 0     | 0      | 0    | 0     | 0      | 0    |
| Ștefan           | M   | 1     | 3      | 0    | 0     | 0      | 0    | 0     | 0      | 0    |
| Predescu         | M   | 0     | 0      | 0    | 0     | 0      | 0    | 1     | 90     | 1    |
| Acsinte          | F   | 0     | 0      | 0    | 0     | 0      | 0    | 1     | 45     | 0    |
| Dragalina        | M   | 0     | 0      | 0    | 0     | 0      | 0    | 1     | 45     | 0    |
| Bădăuță          | M   | 0     | 0      | 0    | 0     | 0      | 0    | 1     | 26     | 0    |
| Dănciulescu      | A   | 4     | 221    | 2    | 2     | 90     | 0    | 0     | 0      | 0    |
| Zé Kalanga       | MD  | 2     | 26     | 0    | 1     | 10     | 0    | 2     | 135    | 1    |
| Tamaș            | FC  | 12    | 989    | 2    | 7     | 628    | 1    | 2     | 114    | 0    |

### Avertismente și eliminări
| Jucător      | Poz | L1 CG | L1 · CR | LE CG | LE · CR | CR CG | CR · CR |
| ------------ | --- | ----- | ------- | ----- | ------- | ----- | ------- |
| Munteanu     | P   | 1     | 0       | 0     | 0       | 0     | 0       |
| Diabate      | FS  | 1     | 0       | 2     | 0       | 0     | 0       |
| Pulhac       | FS  | 8     | 1       | 1     | 0       | 0     | 0       |
| Moți         | FC  | 10    | 1       | 2     | 0       | 0     | 1       |
| Koné         | MC  | 3     | 0       | 0     | 0       | 0     | 1       |
| Rus          | MC  | 3     | 0       | 2     | 1       | 0     | 0       |
| Zicu         | MC  | 1     | 0       | 2     | 0       | 0     | 0       |
| Boștină      | MS  | 3     | 0       | 0     | 0       | 0     | 0       |
| Niculae      | A   | 4     | 0       | 1     | 0       | 0     | 0       |
| Alexe        | A   | 3     | 0       | 0     | 0       | 0     | 0       |
| Dănciulescu  | A   | 0     | 0       | 0     | 0       | 0     | 0       |
| Dolha        | P   | 1     | 0       | 0     | 0       | 0     | 0       |
| Molinero     | FD  | 5     | 0       | 1     | 0       | 2     | 0       |
| Bratu        | A   | 0     | 0       | 0     | 0       | 0     | 0       |
| An.Cristea   | A   | 7     | 1       | 1     | 0       | 1     | 0       |
| Goian        | FC  | 4     | 0       | 2     | 0       | 0     | 0       |
| Daminuță     | FC  | 0     | 0       | 0     | 0       | 0     | 0       |
| Ad.Cristea   | MC  | 1     | 0       | 1     | 0       | 0     | 0       |
| Torje        | MD  | 10    | 0       | 0     | 0       | 0     | 0       |
| Vranjković   | MC  | 0     | 0       | 0     | 0       | 0     | 0       |
| Matache      | P   | 0     | 0       | 0     | 0       | 0     | 0       |
| Scarlatache  | FD  | 5     | 1       | 0     | 0       | 0     | 0       |
| Mărgăritescu | MC  | 1     | 0       | 0     | 0       | 0     | 0       |
| Grigore      | FC  | 2     | 1       | 0     | 0       | 0     | 0       |
| Zé Kalanga   | MD  | 0     | 0       | 0     | 0       | 0     | 0       |
| N'Doye       | MC  | 4     | 0       | 5     | 1       | 1     | 0       |
| Živný        | FC  | 1     | 0       | 0     | 0       | 0     | 0       |
| Tamaș        | FC  | 5     | 1       | 1     | 0       | 1     | 0       |
| Curcă        | P   | 1     | 0       | 0     | 0       | 0     | 0       |
| Niculescu    | A   | 3     | 0       | 0     | 0       | 1     | 0       |